# Iru Khechanovi
Irina Khechanovi, conosciuta come Iru Khechanovi o semplicemente Iru (in georgiano ირინა "ირუ" ხეჩანოვი?; Tbilisi, 3 dicembre 2000), è una cantante georgiana.
Ha rappresentato la Georgia all'Eurovision Song Contest 2023 con il brano Echo.

## Biografia
Nata nella capitale georgiana, Iru Khechanovi ha dimostrato sin da giovane un immediato interesse per la musica, esibendosi a vari concorsi canori dedicati ai bambini. È salita alla ribalta nel 2011, quando ha vinto il Junior Eurovision Song Contest come componente del girl group Candy in rappresentanza della Georgia.
Nel 2019 ha partecipato alla prima edizione di Georgian Idol, l'allora processo di selezione del rappresentante nazionale per l'Eurovision Song Contest, dove ha raggiunto la fase di ripescaggio prima di essere eliminata. Nel 2021 ha pubblicato il singolo di debutto No Jerk Around Me, avviando così la sua carriera solista, seguito l'anno successivo da Not like Today e Tu mama.
Nel 2022 è stata co-autrice del brano I Believe, brano con cui la cantante georgiana Mariam Bigvava ha rappresentato il paese al Junior Eurovision Song Contest 2022. Iru Khechanovi ha successivamente preso parte all'evento, insieme alle Candy, come parte dell'Interval Act volto a celebrare il ventesimo anniversario della manifestazione europea. Nel dicembre dello stesso anno è stata confermata come partecipante alla quinta edizione del talent show The Voice Georgia, dove è entrata a far parte del team di Dato Porchkhidze. Il 2 febbraio 2023 il pubblico l'ha scelta come vincitrice fra gli otto finalisti, garantendole inoltre la possibilità di rappresentare il paese all'Eurovision Song Contest 2023 a Liverpool. Il suo brano eurovisivo, Echo, è stato presentato il 16 marzo 2023. Nel maggio successivo si è esibita durante la seconda semifinale della manifestazione europea, non riuscendo a qualificarsi per la finale.

## Discografia

### Singoli
- 2021 – No Jerk Around Me
- 2022 – Not like Today
- 2022 – Tu mama
- 2023 – Idea
- 2023 – Echo
- 2023 – Seen